# Stary cmentarz żydowski w Sokołach
Stary cmentarz żydowski w Sokołach – kirkut społeczności żydowskiej niegdyś zamieszkującej Sokoły. Powstał prawdopodobnie w XVIII wieku. Mieścił się przy pl. Mickiewicza. Został zniszczony podczas II wojny światowej i nie zachowały się żadne nagrobki. Obecnie w jego miejscu znajduje się przychodnia zdrowia.